# Seven Racing
Seven Racing est une équipe cycliste belge, qui fait partie du peloton depuis le 1er janvier 2013. Durant son existence, elle porte différents noms : Kwadro-Stannah, Corendon-Kwadro, ERA-Murprotec, ERA-Circus, Steylaerts-777 et 777.
L'équipe se concentre principalement sur le cyclo-cross. Au départ, l'équipe EST une équipe satellite de BKCP-Powerplus, fondée par Philip et Christoph Roodhooft dans le but d'aider les coureurs de cyclo-cross étrangers à se développer davantage. Le premier directeur sportif est l'ancien champion du monde Adrie van der Poel.

## Sponsors et financement de l'équipe
L'équipe, créée en 2013, est sponsorisée par Kwadro et par Stannah. Le 18 septembre 2014, à la suite du retrait de Stannah, la compagnie aérienne turque low cost Corendon Airlines devient sponsor principal, devant Kwadro ; l'équipe Kwadro-Stannah devient alors Corendon-Kwadro. L'équipe perd son sponsor Corendon qui rejoint la formation BKCP-Powerplus pour devenir BKCP-Corendon. L'équipe trouve cependant deux autres sponsors et se nomme ERA Real Estate-Murprotec à partir de septembre 2015. Le nom de l'équipe se raccourcit en ERA-Murprotec en janvier 2016, puis l'équipe devient ERA Real Estate-Circus à partir du Tour de la province de Namur le 3 août 2016. Elle devient ensuite Steylaerts-777, puis 777, puis, à partir du 1er janvier 2025, Seven Racing.

Logos de l'équipe
Kwadro-Stannah (2013)
Kwadro-Stannah (2014)
Corendon-Kwadro (fin septembre 2014 à septembre 2015)
ERA-Murprotec (septembre 2015 à août 2016)
Seven Racing (depuis janvier 2025)

## Histoire de l'équipe

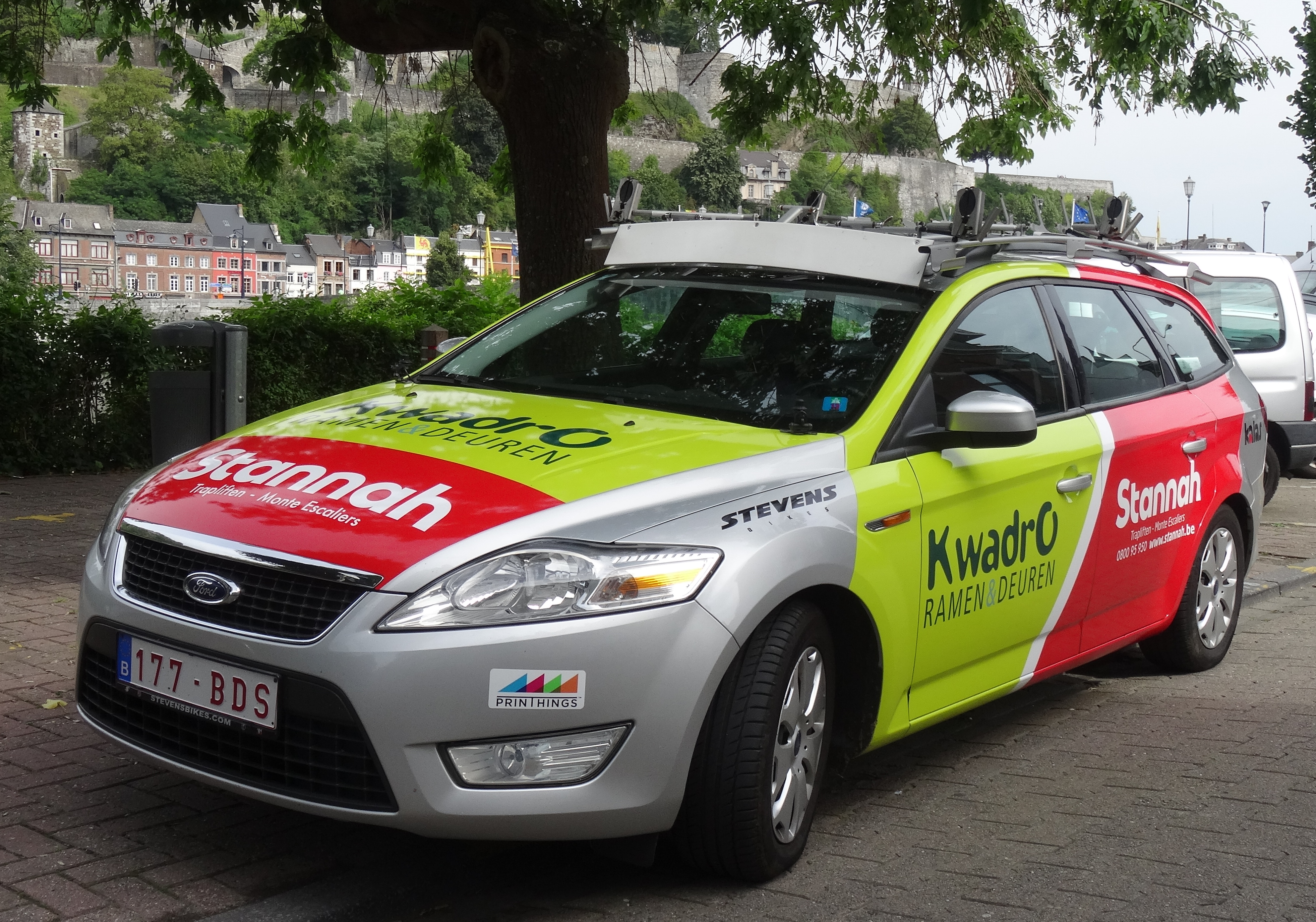
Une des voitures de Kwadro-Stannah avant le départ de la 1re étape du Tour de la province de Namur 2014 à Jambes.

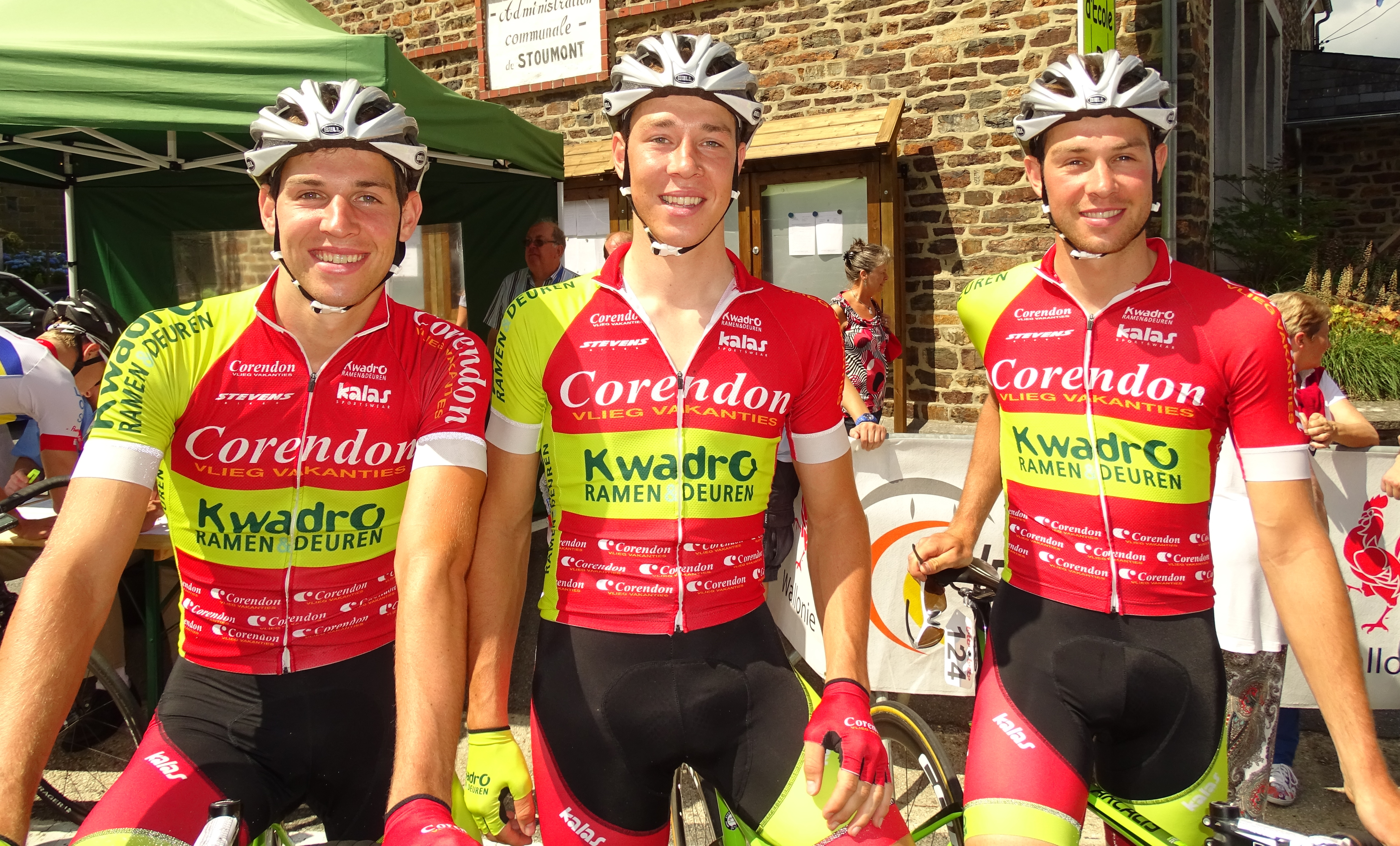
Les frères Diether, Hendrick et Laurens Sweeck lors du départ de la 4e étape du Tour de la province de Liège 2015 à Stoumont.

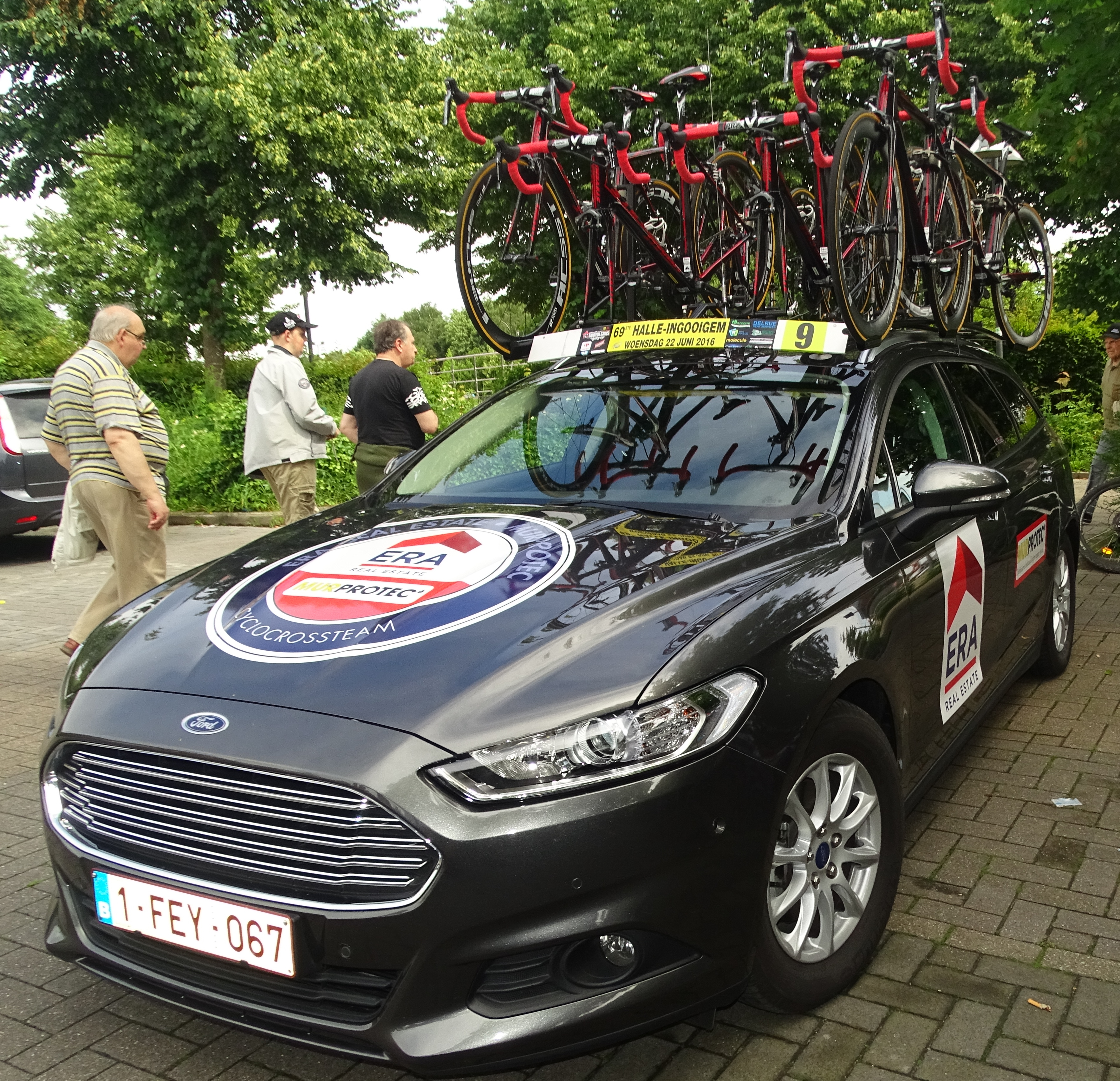
Une des voitures de l'équipe lors de Halle-Ingooigem 2016.

L'équipe Kwadro-Stannah est créée en janvier 2013 comme une simple filiale de BKCP-Powerplus. À l'origine, l'équipe est composée de Radomír Šimůnek junior et Mariusz Gil. À partir du 1er mars 2013, Martin Bina renforce l'équipe. 
En janvier 2014, l'équipe, qui est devenue à partir de cette saison une équipe continentale, remporte deux victoires en cyclo-cross : le championnat de République tchèque de cyclo-cross grâce à Martin Bína et le Grand Prix Möbel Alvisse, à Leudelange au Luxembourg, grâce à Laurens Sweeck. L'équipe Kwadro-Stannah devient Corendon-Kwadro le 18 septembre à la suite du retrait « inattendu » de Stannah et à l'arrivée d'un nouveau sponsor : la compagnie aérienne turque low cost Corendon Airlines.
Une saison plus tard, elle devient ERA-Murprotec. De la saison 2016-2017 à la saison 2017-2018, l'équipe court sous le nom d'ERA-Circus.
Au début de la saison 2018-2019, l'équipe fusionne avec Steylaerts-Betfirst, une autre équipe des frères Roodhooft pour devenir Steylaerts-777.

## Principales victoires

### Course d'un jour
- Tour de la province de Namur : Laurens Sweeck (2016)
- Grand Prix Jean-Pierre Monseré : Laurens Sweeck (2017)

### Championnats nationaux
- Championnats d'Allemagne de cyclo-cross : 1
  - Élites : 2015 (Marcel Meisen)
- Championnats de Belgique de cyclo-cross : 1
  - Moins de 23 ans : 2015 (Laurens Sweeck)
- Championnats de République tchèque de cyclo-cross : 1
  - Élites : 2014 (Martin Bína[3])
- Championnats de Suisse de cyclo-cross : 1
  - Élites : 2015 (Julien Taramarcaz)

## Classements UCI
L'équipe participe aux circuits continentaux et principalement à des épreuves de l'UCI Europe Tour. Le tableau ci-dessous présente les classements de l'équipe sur le circuit, ainsi que son meilleur coureur au classement individuel.
UCI Europe Tour
| Saison | Classement par équipes | Meilleur coureur au classement individuel |
| ------ | ---------------------- | ----------------------------------------- |
| 2014   | -                      | -                                         |
| 2015   | -                      | -                                         |
| 2016   | 126e                   | Jelle Cant (1192e)                        |
| 2017   | 77e                    | Laurens Sweeck (291e)                     |

## Effectif en 2016
| Cycliste               | Date de naissance | Nationalité | Équipe 2015                    |  |
| ---------------------- | ----------------- | ----------- | ------------------------------ |  |
| Jelle Cant             | 19 juin 1992      | Belgique    | Toekomstvrienden-Rock Werchter |  |
| Kevin Cant             | 11 mars 1988      | Belgique    | ERA Real Estate-Murprotec      |  |
| Jasper De Meyer        | 15 avril 1992     | Belgique    | ERA Real Estate-Murprotec      |  |
| Radomír Šimůnek junior | 6 septembre 1983  | Tchéquie    | ERA Real Estate-Murprotec      |  |
| Diether Sweeck         | 17 décembre 1993  | Belgique    | ERA Real Estate-Murprotec      |  |
| Hendrik Sweeck         | 13 janvier 1992   | Belgique    | ERA Real Estate-Murprotec      |  |
| Laurens Sweeck         | 17 décembre 1993  | Belgique    | ERA Real Estate-Murprotec      |  |
| Julien Taramarcaz      | 12 novembre 1987  | Suisse      | ERA Real Estate-Murprotec      |  |
| Toon Wouters           | 21 novembre 1994  | Pays-Bas    | BKCP-Corendon                  |  |

## Saisons précédentes
- Saison 2014 de l'équipe cycliste Corendon-Kwadro
- Saison 2015 de l'équipe cycliste ERA Real Estate-Murprotec
- Saison 2016 de l'équipe cycliste ERA Real Estate-Circus